# Casa Franc II
La Casa Franc II, actualment Edifici de Correus, és una obra racionalista de Sant Joan de les Abadesses (Ripollès) inclosa a l'Inventari del Patrimoni Arquitectònic de Catalunya.

## Descripció
Edifici de planta baixa i tres pisos (l'àtic fou afegit posteriorment, al 1981). L'estructura és de parets de càrrega i cobertes de teula àrab. El més destacable és la distribució en planta i les obertures corregudes. Es tracta d'una de les últimes obres d'en Duran i Reynals. Actualment acull les oficines de Correus.
L'edifici compta amb un plafó ceràmic amb la representació de Sant Joan Baptista, declarat BCIL.